# Äspered
Äspered is een plaats in de gemeente Borås in het landschap Västergötland en de provincie Västra Götalands län in Zweden. De plaats heeft 283 inwoners (2005) en een oppervlakte van 43 hectare.